# Guilherme Pradella
Guilherme Pradella Lima (ur. 4 października 1998) – brazylijski zapaśnik walczący w stylu wolnym. Zajął dwunaste miejsce na mistrzostwach panamerykańskich w 2023. Brązowy medalista igrzysk Ameryki Południowej w 2022. Drugi na mistrzostwach panamerykańskich juniorów w 2018 roku.